# Rival Turf!
Rival Turf! (ラッシング・ビート?, Rushing Beat) è un videogioco picchiaduro del 1992 sviluppato da Jaleco per Super Nintendo Entertainment System. Il gioco è stato distribuito tramite Virtual Console per Wii e Wii U ed è incluso nel catalogo del servizio Nintendo Switch Online.

## Modalità di gioco
Rival Turf! è un picchiaduro a scorrimento con due personaggi giocanti dal gameplay simile a Final Fight e Streets of Rage.